# O2 Arena (Londyn)
The O2 – budynek w Londynie, w dzielnicy Greenwich, zbudowany w 1999 by uczcić nowe tysiąclecie na podstawie projektu biur Richard Rogers Partnership (architektura) i Buro Happold (konstrukcja). Jest jednym z największych budynków, jaki kiedykolwiek zbudowano, charakterystycznym symbolem współczesnej architektury Londynu. Millenium Dome ma największy na świecie dach i mieści 30 różnych sal o komercyjnym przeznaczeniu. Największą z nich jest O2 Arena (podczas Igrzysk Olimpijskich w 2012 North Greenwich Arena), która mieści 24 tysiące osób. Budynek został otwarty 31 stycznia 2000. Obecną nazwę nosi od 31 maja 2005, po wykupieniu praw do nazwy przez brytyjskiego operatora o2 (za 6 milionów funtów rocznie). Organizacją wydarzeń na obiekcie zajmuje się firma AEG Facilities.

Logo O_{2} Arena

Z zewnątrz dach budynku przypomina ogromny biały namiot z dwunastoma stumetrowymi żółtymi masztami podtrzymującymi. Każda wieża symbolizuje jeden miesiąc roku lub jedną godzinę tarczy zegara, reprezentując rolę, jaką odgrywa GMT. Średnica Millenium Dome wynosi 365 m - po jednym metrze na każdy dzień roku.
Budynek zlokalizowany jest w bezpośrednim sąsiedztwie stacji metra North Greenwich.

## Koncerty
O2 Arena jest jedną z najczęściej użytkowanych hal sportowo-widowiskowych na świecie. Występowały na niej największe gwiazdy światowej muzyki. Poniższa lista jest niekompletna.
- Celine Dion wystąpiła tu w 2008 roku, dając koncerty w ramach jej światowej trasy Taking Chances.
- Led Zeppelin wystąpił tu w 2007 roku, dając swój ostatni koncert. Materiał udokumentowujący ten występ został później wydany w formie albumu koncertowego oraz na DVD jako Celebration Day.
- Michael Jackson planował dać tu 50 koncertów w ramach serii This Is It, która miała odbyć się między lipcem 2009 a marcem 2010. Plany pokrzyżowała jego śmierć w czerwcu 2009. Wszystkie występy prędko zostały wyprzedane.
- Prince dał tu w sierpniu i wrześniu 2007 serię 21 koncertów.
- Britney Spears dała tu w czerwcu 2009 osiem wyprzedanych koncertów w ramach trasy The Circus Starring: Britney Spears. W sumie sprzedano na nie prawie 140 tysięcy biletów, z których dochód wyniósł ponad 11,5 miliona dolarów. Spears wróciła do areny w 2011 na dwa koncerty w ramach Femme Fatale Tour.
- Rihanna dała tu 13 koncertów, w tym jeden w 2008, dwa w 2010 i aż dziesięć w ramach Loud Tour w 2011. Podczas trzech ostatnich nakręcone zostało nagranie na DVD.
- Kylie Minogue dała w hali siedem koncertów w ramach KylieX2008 (2008) i pięć podczas Aphrodite World Tour (2011).
- Madonna rozpoczęła tu letnią część trasy Sticky & Sweet Tour w 2009 roku dwoma wyprzedanymi koncertami.
- Lady Gaga dała tu sześć występów w ramach trasy The Monster Ball Tour w 2010 roku, po dwa w lutym, maju i grudniu.
- Beyonce wystąpiła tu siedmiokrotnie podczas I Am... Tour w 2009 oraz sześciokrotnie podczas The Mrs. Carter Show World Tour
- Spice Girls dały tu 17 wyprzedanych koncertów w ramach trasy Return of the Spice Girls w 2008.
- Queen + Paul Rodgers dali tu 7 listopada 2008 koncert w ramach trasy Rock the Cosmos Tour.
- Miley Cyrus zagrała w hali pięć wyprzedanych występów podczas Wonder World Tour.
- Bon Jovi od 8 czerwca do 26 czerwca 2010 roku zagrali 12 wyprzedanych koncertów w ramach The Circle Tour
- Justin Bieber wystąpił tu w 2011 w ramach My World Tour i powrócił do hali w marcu 2013 na cztery koncerty podczas Believe Tour.
- One Direction dali w hali siedem koncertów podczas swojej trasy w 2013. Wszystkie zostały prędko wyprzedane.
- Od 2011 w hali odbywają się ceremonie wręczenia BRIT Awards.
- Iron Maiden regularnie występuje przed londyńską publicznością w hali O2 zawsze wyprzedając wszystkie miejsca. Miało to miejsce w latach 2011-2018.
- W kwietniu 2014 roku supergrupa McBusted zagrała tu trzy koncerty z rzędu[1].
- Little Mix wystąpiły tu podczas trasy Salute Tour w 2014.
- BTS wystąpili tu podczas swojej trasy koncertowej Love Yourself w 2018 roku
- Ariana Grande dała tutaj sześć koncertów. Pięć na trasie Sweetener World Tour w 2019 roku i jeden na trasie Honeymoon Tour w 2015 roku
- Genesis wystąpił na swoich trzech ostatnich koncertach w marcu 2022, na których Phil Collins ogłosił definitywny koniec działalności zespołu[2].